# Adolphe de Dion
Pour les articles homonymes, voir Dion.
Joseph Louis Adolphe de Dion, né le 1er avril 1823 à Montfort-l'Amaury (Yvelines) et mort dans la même ville le 14 février 1909, est un archéologue français.
Il effectua les fouilles du château de Montfort-l'Amaury.

## Publications
- Adolphe de Dion, Les Églises rondes, 1872 ;
- Adolphe de Dion, « Mélanges : Quelques prieurés de l'ordre de Grandmont », Bulletin monumental, 5e série, t. 40,‎ 1874, p. 566-574 (lire en ligne) ;
- Adolphe de Dion et Louis Guibert, « Seconde note sur l'architecture de l'Ordre de Grandmont suivi d'une liste générale des maisons de cet ordre », Bulletin monumental, 5e série, vol. 42,‎ 1876, p. 247-266 (lire en ligne) ;
- Auguste Moutié et Adolphe de Dion, Cartulaires de Saint-Thomas d'Épernon et de Notre-Dame de Maintenon, 1878 ;
- Adolphe de Dion, Troisième note sur l'architecture de l'ordre de Grandmont : Extrait du Bulletin Monumental" 1877-1878, Tours, Impr. Paul Bouserez, 1879, 23 p. (lire en ligne) ;
- Adolphe de Dion, La nef de la couture et notes sur quelques voûtes ajoutées après coup, p. 15[source insuffisante] ;
- Adolphe de Dion, Descriptions des monnaies trouvées à Montfort-L'Amaury, en 1884, 1886 ;
- Adolphe de Dion, « Le Puiset aux XIe  et  XIIe siècle », dans Mémoires de la Société archéologique d'Eure-et-Loir, tome IX, Chartres, place des Halles, 12 et 14, Librairie Petrot-Garnier, R. Selleret successeur, 1889, 502 p. (ISSN 2420-1871), p. 1-71, lire en ligne sur Gallica ;
- Montfort-l'Amaury : monuments et souvenirs, Paris, le Livre d'histoire, 1905, 124 p. (lire en ligne).